# 7316 Hajdu
7316 Hajdu eller 3145 T-2 är en asteroid i huvudbältet som upptäcktes den 30 september 1973 av den nederländsk-amerikanske astronomen Tom Gehrels och det nederländska astronomparet Ingrid van Houten-Groeneveld och Cornelis Johannes van Houten vid Palomarobservatoriet. Den är uppkallad efter skulptören Étienne Hajdú.
Asteroiden har en diameter på ungefär 5 kilometer.